# Louis-Marie Lagadec
Louis-Marie Lagadec, francoski general, * 1890, † 1979.